# Passiflora discophora
Passiflora discophora är en passionsblomsväxtart som beskrevs av P.M. Jørgensen och J.E. Lawesson. Passiflora discophora ingår i släktet passionsblommor, och familjen passionsblomsväxter. Inga underarter finns listade i Catalogue of Life.

## Bildgalleri

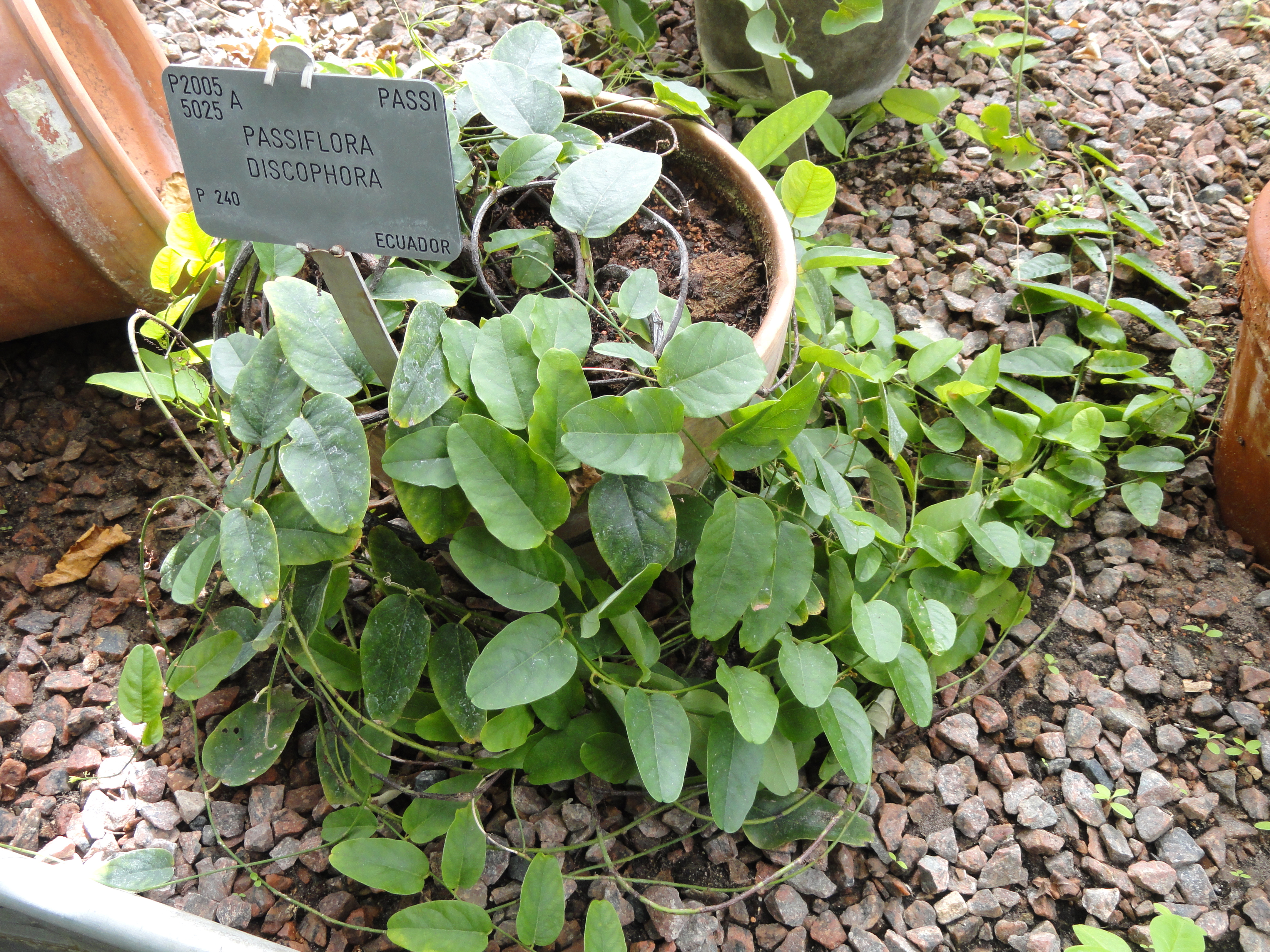